# Phoxinus tchangi
Phoxinus tchangi és una espècie de peix cipriniforme de la família dels ciprínids que es troba a la Xina.